# 曼格拉谷
曼格拉谷（Mangala Valles），又稱曼加拉谷，是火星上一处複雜的十字交叉河道區域，位於塔爾西斯地區，長度828公里，生成於亞馬遜紀。名稱來自於梵語的火星。

## 地形
這個區域一般被認為是災難性洪水從火星表面大量流過以後冲刷而成的溢出河道。洪水的由來可能是因為板塊的張裂並在源頭形成地塹的緣故，造成冰凍圈下受壓含水層破裂使地下水大量流出。
曼格拉谷中有許多風蝕的山嶺或雅丹地貌占據了峽谷許多區域。

## 文學作品中的曼格拉谷
曼格拉谷出現在麥可·克萊頓的小說《神秘之球》中。史蒂芬·巴克斯特的小說《遠航》中當地是首次載人火星任務的登陸地。